# Академия военно-воздушных сил Финляндии
Академия военно-воздушных сил Финляндии (фин. lmasotakoulu, сокр. ILMASK) — учебное заведение Военно-воздушных сил Финляндии, расположенное в гарнизоне города Йювяскюля. Командующим академии является полковник Веса Мянтюля. Помимо подразделение по подготовке срочников, резервистов и профессионального персонала, в состав учебного заведения входит также военный оркестр Военно-воздушных сил Финляндии.

## Задачи
Основная задача военно-воздушной академии — обучение военных лётчиков, способных выполнять свои задачи даже в самых напряжённых условиях. В число обучающихся входят призывники, действующий персонал и подразделения специального назначения (пилоты, механики самолётов и вертолётов и диспетчеров воздушного наблюдения). Академия также готовит призывников для общевойсковых операций. Хотя обучение в первую очередь предназначено для выполнения функций авиабазы, ряд призывников проходит подготовку в центрах управления и отчётности.
До 2012 года ILMASK отвечала за обучение радиоэлектронной борьбе в качестве второго национального учебного центра наряду с гарнизоном в Рийхимяки. В настоящее время это обучение в академии не проводится.

## Структура
У Академии ВВС есть штаб, которым руководит командующий академии. В состав академии входят:
- Эскадрилья истребителей 41
- Лётно-техническая эскадрилья
- Учебный центр
- Учебный батальон
- Центр радиотехнического обеспечения
- Центр снабжения
- Военный оркестр

С 1 января 2005 года по 31 декабря 2014 года в состав Академии ВВС также входил Транспортный авиаотряд (фин. Tukilentolaivue), задачами которого была поддержка деятельности оборонных сил и государственного управления посредством служебных авиаперевозок, а также организация парашютных прыжков и буксировка мишеней для учений. В конце 2014 года отряд был передислоцирован в Пирккала.

### Эскадрилья истребителей 41

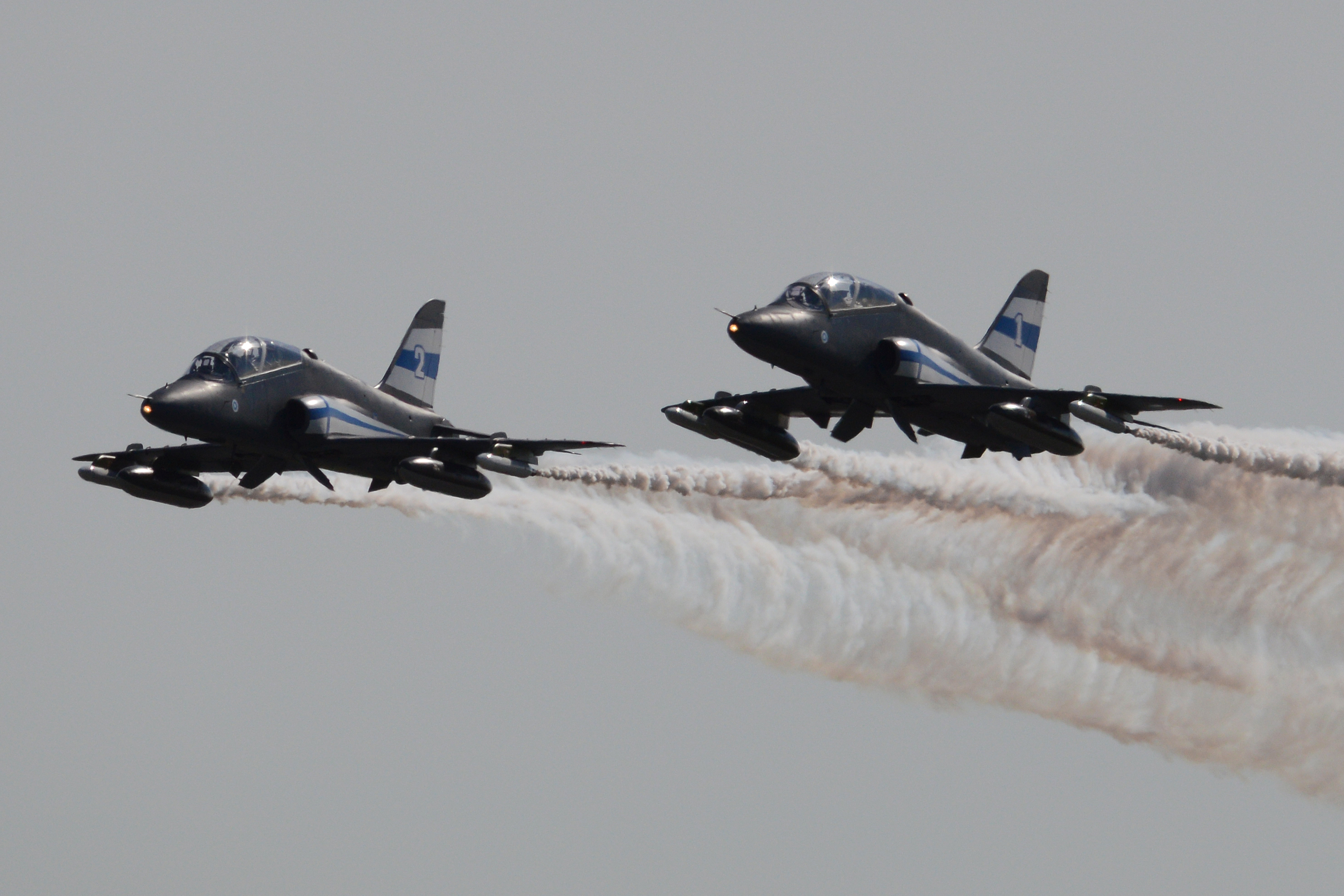
Официальная пилотажная группа Военно-воздушных сил Финляндии «Полуночные ястребы» на авиашоу 17 июля 2017 года в Великобритании.

Эскадрилья проводит базовую подготовку пилотов на учебных самолетах Hawk. Обучение инструкторов по лётной подготовке проводится в основном в Академии национальной обороны Финляндии. Далее обучение продолжается в военно-воздушных академиях, в Лапландской авиагруппе в Рованиеми, Карельской авиагруппе в Куопио или в Сатакунтской авиагруппе в Пирккала, в зависимости от того, продолжит ли магистрант летать на многофункциональных истребителях Hornet, транспортных и связных самолетах или учебных истребителях Hawk.
Акробатическая группа Военно-воздушных сил Финляндии «Полуночные ястребы», состоит из инструкторов эскадрильи истребителей 41.

### Лётно-техническая эскадрилья
Лётно-техническая эскадрилья Академии обслуживает учебные реактивные самолёты «Hawk», используемые эскадрильей истребителей 41. Значительная часть персонала эскадрильи — это унтер-офицеры, работающие в качестве специалистов, руководителей, технических специалистов и операторов связи.

### Учебный центр
Учебный центр состоит из руководителя, отдела учебных дел, отдела высшего образования и учебного отдела. Руководителем центра в прошлом был, среди прочих, подполковник Веса Сундквист[значимость факта?].
Учебный батальон включает в себя командующего, штаб, школу унтер-офицеров, роту связи, роту авиационной техники и Школу резервных офицеров Военно-воздушных сил.
В учебном батальоне проводятся курсы подготовки унтер-офицеров, курсы для резервных офицеров, а также обучение личного состава для выполнения различных задач. Призывники также могут подавать заявки на участие в национальных и гарнизонных специальных заданиях. В Академии также находится Школа офицеров запаса Военно-воздушных сил, где обучаются кандидаты на офицерские должности, отобранные из разных линий школы унтер-офицеров. Здесь же расположена и Школа авиационных резервных офицеров, которая обучает пилотов Военно-воздушных сил.

### Учебный батальон
Учебный батальон включает в себя командующего, штаб, школу унтер-офицеров, роту связи, роту авиационной техники и Школу резервных офицеров Военно-воздушных сил.
В учебном батальоне проводятся курсы подготовки унтер-офицеров, курсы для резервных офицеров, а также обучение личного состава для выполнения различных задач. Призывники также могут подавать заявки на участие в национальных и гарнизонных специальных заданиях. В Академии также находится Школа офицеров запаса Военно-воздушных сил, где обучаются кандидаты на офицерские должности, отобранные из разных линий школы унтер-офицеров. Здесь же расположена и Школа авиационных резервных офицеров, которая обучает пилотов Военно-воздушных сил.

#### Направления обучения рядового состава
Для рядового состава разработаны различные направления военной подготовки, специальностей связистов, водителей, военной полиции, воздушный бой, поваров, метеорологогов, канцеляров, медиков. Также внедрено новое направление — медиа (военный корреспондент).
Направления обучения в Школе унтер-офицеров
- командный центр;
- авиационная техника;
- связь (направления связи и радиолокации);
- охрана (ранее — военная полиция);
- командование и тыловое обеспечение.

Академия ВВС также нуждается в унтер-офицерах по финансовым вопросам, медицине и транспорту. Унтер-офицеров по транспорту и медицине проходят обучение в Векаранъярви, в Карельской бригаде, откуда можно поступить в Школу резервных офицеров в Хамина. В Январском призыве организуется радиолокационное направление под управлением подразделения связи, в рамках которого призывников обучают в основном для работы на радиолокационных станциях ВВС.
Направления обучения в Школе офицеров запаса
- штаб поддержки;
- охрана (военная полиция и связь);
- курс авиационных резервных офицеров.

Подготовка резервных офицеров начинается, как и в сухопутных войсках, после первого этапа курса унтер-офицеров. Специалисты среди унтер-офицеров могут подать заявку в Школу резервных офицеров сухопутных войск, после чего они возвращаются в Академию ВВС для прохождения службы по своему направлению.

### Центр радиотехнического обеспечения
В состав Центра радиотехнического обеспечения входят руководство, проектный отдел и три подразделения. В центр перешёл персонал бывшей школы связи и технической школы Военно-воздушных сил.

### Центр снабжения
Центр снабжения поддерживает деятельность гарнизона. Он планирует обеспечение и выполняет задачи по поддержанию готовности. В его состав входят Транспортный центр и Складской центр;

### Военный оркестр
Военный оркестр состоит из 21 человека. Оркестр специализируется на развлекательной и ритмичной музыке. Он был основан в 1977 году.

## История и традиции академии
Годовщина формирования Академии ВВС Финляндии отмечается 1 октября. Подразделение было основано 1 декабря 1941 года в Наараярви (район города Пиексямяки) под названием Склад связи ВВС (фин. Ilmavoimien Viestivarikko, сокр. IlmavVV). Уже через год оно получило новое название — Школа связи ВВС (фин. Viestikoulu).

### Начальники академии
| Звание       | Начальник                             | Годы службы         |
| ------------ | ------------------------------------- | ------------------- |
| майор        | Й. Яаскеляйнен (J. Jääskeläinen)      | 1941—1942           |
| подполковник | Армас Эскола (Armas Eskola)           | 1942—1949           |
| подполковник | Тауно Меллер (Tauno Meller)           | 1949                |
| подполковник | Калле Мартяла (Kalle Martiala)        | 1948—1955           |
| подполковник | Йрьо Лахтинен (Yrjö Lahtinen)         | 1955—1961           |
| подполковник | Сеппо Хаапанен (Seppo Haapanen)       | 1961—1964           |
| подполковник | Ээлис Ляхде (Eelis Lähde)             | 1964—1966           |
| подполковник | Юхани Лейнонен (Juhani Leinonen)      | 1966—1970           |
| подполковник | Сеппо Васама (Seppo Vasama)           | 1970—1972           |
| подполковник | Пертту Пейтсара (Perttu Peitsara)     | 1973—1982           |
| подполковник | Юхани Каллионпяя (Juhani Kallionpää)  | 1982—1984           |
| подполковник | Матти Ахола (Matti Ahola)             | 1984—1985           |
| полковник    | Калеви Кийеси (Kalevi Kiesi)          | 1985-1986           |
| полковник    | Кейо Кепсу (Keijo Kepsu)              | 1986—1988           |
| полковник    | Хейкки Харьюнмаа (Heikki Harjunmaa)   | 1988—1993           |
| полковник    | Мартти Лехто (Martti Lehto)           | 1993—1998           |
| полковник    | Ари Кивиярви (Ari Kivijärvi)          | 1998—2000           |
| полковник    | Юха Суонперя (Juha Suonperä)          | 1.9.2000—28.2.2006  |
| полковник    | Кари Салми (Kari Salmi)               | 1.3.2006-31.12.2008 |
| полковник    | Харри Леппялааксо (Harri Leppälaakso) | 1.1.2009—31.12.2011 |
| полковник    | Пертти Келлониеми (Pertti Kelloniemi) | 1.1.2012—29.2.2012  |
| полковник    | Петри Толла (Petri Tolla)             | 1.3.2012—31.5.2014  |
| полковник    | Паси Хакала (Pasi Hakala)             | 1.6.2014—31.12.2015 |
| полковник    | Киммо Хювяринен (Kimmo Hyvärinen)     | 1.1.2016—31.7.2017  |
| полковник    | Микко Пуннала (Mikko Punnala)         | 1.8.2017—30.6.2019  |
| полковник    | Хенрик Эло (Henrik Elo)               | 1.7.2019—31.5.2022  |
| полковник    | Веса Мянтюля (Vesa Mäntylä)           | 1.6.2022—           |

Академия ВВС Финляндии сохраняет традиции предшествующих военных формирований (включая Батальон связи ВВС и Школу связи ВВС), а также тех подразделений, которые ранее действовали как самостоятельные части (Транспортный авиационный отряд/Разведывательный авиационный отряд, музыкальный коллектив Луонетярви и Школа противовоздушной обороны). Сохранением традиций занимаются два объединения; основанная в 1965 году Гильдия связи ВВС (Ilmavoimien viestikilta) (первоначальное название — Гильдия связи и радиолокации ВВС) и основанная в 2006 году Гильдия Академии ВВС.
Учебный центр Радиоэлектронной борьбы (фин. Ilmasotakoulun Elso-koulutuskeskus) при Академии ВВС отвечал за обучение в области РЭБ до 2012 года, будучи вторым национальным учебным центром наряду с военной частью в Рийхимяки. В настоящее время обучение больше не проводится в Школе военно-воздушных сил.

## Смена названий
Авиационный полк ранее был известен под названием Школа связи Военно-воздушных сил (фин. Ilmavoimien Viestikoulu). С начала 2005 года учреждение получило новое название — Академия военно-воздушных сил Финляндии, а располагавшаяся на аэродроме Каухава Академия ВВС (фин. Ilmasotakoulu) была переименована в Лётную школу (фин. Lentosotakoulu, сокр. LentoSK). В то же время находившаяся в Тиккакоски Транспортная эскадрилья, основанная в 1973 году как самостоятельное авиационное формирование, была  расформирована и включена в состав новосозданной Академии ВВС как её подразделение. Причиной смены названия стало преобразование гарнизона в учебный центр, который теперь отвечает за подготовку инструкторов по пилотированию и начальное обучение лётчиков. Вместе с названием были также изменен опознавательный знак.
До названия Школа связи ВВС (фин. Viestikoulu, сокр. IlmavVK) подразделение вплоть до 1966 года носило название Связной батальон ВВС (фин. Ilmavoimien Viestipataljoona, сокр. IlmavVP).
Подразделение было переведено из Хямеэнлинны в Тиккакоски (в настоящее время это часть города Йювяскюля) в конце лета 1962 года.